# Thoirette-Coisia
Thoirette-Coisia è un comune francese situato nel dipartimento del Giura nella regione della Borgogna-Franca Contea.

## Storia
È stato creato il 1º gennaio 2017 dalla fusione di Thoirette e di Coisia.